# Diana Hajiyeva
Diana Hajiyeva (azeriska: Diana Hacıyeva), född 13 juni 1989 i Mariupol, uppvuxen i Baku, mer känd som Dihaj, är en azerisk sångerska och låtskrivare. Hon representerade Azerbajdzjan i Eurovision Song Contest 2017 i Kiev med låten "Skeletons". Hon har tidigare försökt att representera sitt land i Eurovision Song Contest 2011 i Düsseldorf.